# Lolita Banana
Esteban Inzúa, plus connu sous le nom de scène Lolita Banana, est une drag queen mexicaine principalement connue pour sa participation à la première saison de Drag Race France et comme présentatrice de Drag Race México,,.

## Carrière
Esteban Inzúa découvre le drag en 2018 au cours de sa carrière de danseur. Il travaille notamment avec Ubisoft sur les jeux Just Dance 2019, Just Dance 2021 et Just Dance 2023,.
Le 2 juin 2022, Lolita Banana est annoncée comme l'une des dix candidates de la première saison de Drag Race France, où elle finit quatrième,.
Le 7 mai 2023, Lolita Banana est annoncée, avec Valentina, candidate de la neuvième saison de RuPaul's Drag Race et de la quatrième saison de RuPaul's Drag Race All Stars, comme présentatrice et membre du jury de Drag Race México.

## Vie privée
Esteban Inzúa naît le 25 novembre 1985 à Mexico, au Mexique, et vit à Paris depuis 2011,,. Il est ouvertement homosexuel et séropositif.

## Filmographie

### Télévision
- 2022 :
  - On est en direct (émission du 4 juin 2022)[9]
  - C à vous (émission du 15 juin 2022)[10]
  - Drag Race France : candidate, quatrième place (saison 1)[2],[6]
- Depuis 2023 : Drag Race México : présentatrice[3]
- 2024 : Fort Boyard : candidate de l'équipe 2 avec sa consœur Paloma ainsi que Natasha St-Pier, Ève Gilles, Sören Prévost et Joseph Kamel[11]